# 利·奥斯卡尔
利·奥斯卡尔(Lee Oskar) ，生于1948年3月24日, 哥本哈根 ,是一个丹麦籍的口琴演奏家 ，闻名于他对摇滚乐队War的杰出贡献 。他还是一个口琴厂商。他经常与War的三个初始成员玩在一起，并称为LowRider 乐队。

## 早期经历
利·奥斯卡尔的早期生活在哥本哈根度过。六岁那一年，他的氏族朋友给了他第一把口琴。他仍记得他来自一个满街上的孩子都有口琴的地方。长大后他开始听丹麦语的广播，听当时最具影响力的雷·查尔士所有类型的音乐和文字。17岁时，奥斯卡尔认为美国是一个可以让口琴演奏家找到工作的地方，然后他在18岁前往纽约，背包里仅仅带着一个口琴。因为没有钱，奥斯卡尔在街上演奏口琴。途经多伦多和三藩市，奥斯卡尔最终抵达洛杉矶。在洛杉矶，奥斯卡尔很快遇到了正在寻找合作者的Eric Burdon ，然后加入了他们。